# Brachycythara biconica
Brachycythara biconica är en snäckart som först beskrevs av C. B. Adams 1850.  Brachycythara biconica ingår i släktet Brachycythara och familjen kägelsnäckor. Inga underarter finns listade i Catalogue of Life.